# David John de Laubenfels
David John de Laubenfels (Pasadena, 5 de dezembro de 1925 — Syracuse, 6 de fevereiro de 2016), por vezes referido como D. J. de Laubenfels, foi um botânico e biogeógrafo que se destacou como especialista em coníferas (Pinophyta) das regiões tropicais. Doutorou-se em 1953 na Universidade de Illinois, afirmando-se como um importante especialista e autoridade em coníferas do hemisfério sul, com ênfase no género Cycas. Destacou-se também como recolector de flora dos Estados Unidos, Fiji, Nova Caledónia e Papua Nova Guiné. Após uma longa carreira académica, maioritariamente na Universidade de Syracuse, quando faleceu era professor emérito do Departamento de Geografia da Syracuse University.

## Biografia
David John de Laubenfels nasceu em 1925 em Pasadena, Califórnia, filhos de Max Walker de Laubenfels, um notável biólogo marinho, o que talvez tenha influenciado o desenvolvimento dos interesses de David pelo mundo natural.
Depois de servir no Quartermaster Corps do Exército dos Estados Unidos durante a Segunda Guerra Mundial, de Laubenfels frequentou a Universidade de Colgate, em New York. Como parte dos seus estudos de licenciatura, elaborou um estudo intitulado "A Geographic Study in the Hamilton Area, New York". Concluída a licenciatura em 1949,transferiu-se para a Universidade de Illinois para realizar estudos de pós-graduação. Concluiu o mestrado em 1950 com uma tese intitulada Marketing Geography of Open Display Cold Storage Equipment (Geografia de Marketing de Equipamento de Armazenamento em Frigorífico Aberto), completando o doutoramento, em 1953, com uma dissertação intitulada The Temuco Region, A Geographic Study in South Central Chile (Região de Temuco, Um Estudo Geográfico no Centro-Sul do Chile). Apesar do tema das suas teses académicas, por esta altura já estava a gravitar para a geografia física e, mais particularmente, para a biogeografia.
A sua primeira nomeação profissional foi na Universidade da Geórgia, em Athens, onde começou a trabalhar como professor auxiliar em 1953, passando a professor associado em 1958. Em 1959, transferiu-se para a Universidade de Syracuse, onde permaneceu até ao fim da sua carreira, atingindo o grau de professor catedrático em 1971 e reformando-se como professor emérito em 1993. Entre 1955 e 1956 foi Post-Doctoral Fellow na Johns Hopkins University.
De Laubenfels dedicou a maior parte da sua carreira ao estudo da variação da vegetação de um lugar para outro. Realizou vários estudos nos Estados Unidos, publicando artigos sobre o solo e a vegetação do Estado de Nova Iorque, as características do Ozark Upland no Midwest, a natureza e os limites do Corn Belt, as coníferas do sudeste norte-americano e a floresta semi-tropical do estado da Geórgia. Também realizou um importante estudo comparativo das florestas australianas com a vegetação de áreas climáticas semelhantes nas Américas.
No entanto, foi pelo seu trabalho sobre a taxonomia das coníferas, em particular das coníferas tropicais, que de Laubenfels é mais conhecido. Ao efetuar os seus estudos, viajou sempre que possível para os locais onde as plantas têm distribuição natural, de modo a poder observá-las nas suas diversas formas de crescimento no seu habitat nativo. Tinha um interesse particular pelo Pacífico Sul, tendo efectuado expedições de campo a locais como a Nova Caledónia, Fiji, Papua Nova Guiné e as Molucas. A Nova Caledónia era de particular interesse devido à raridade das coníferas ali existentes. Numa das suas expedições, descobriu uma conífera parasita, a única que se conhece, e publicou as suas descobertas na Science (1959). Estudou também as coníferas da América Latina, incluindo a Costa Rica, a Venezuela, o Peru e o Uruguai.
A sua primeira grande revisão taxonómica das coníferas foi publicada em 1969 com o título A Revision of the Malesian and Pacific Rainforest Conifers, I Podocarpaceae. Em 1972, o seu capítulo sobre  as Gymnospermae publicado na Flore de la Nouvelle-Caledonie et Dependances foi um trabalho seminal devido à importância e singularidade deste grupo de plantas. Outra publicação taxonómica importante, intitulado Coniferales, Flora Malesiana, foi publicada em 1988. Ao longo dos anos, de Laubenfels identificou mais de 100 novas espécies nos trópicos.
Para além do seu trabalho taxonómico e de fitogeografia, Laubenfels tinha uma grande variedade de interesses em temas como as origens geográficas do desenvolvimento humano e as origens da linguagem. Publicou também um livro sobre física intitulado It's Hard to Believe in Infinity (1992). Entretanto, numa outra obra, intitulada Where Sherman Passed By (1957), destacou a marcha do general William Tecumseh Sherman através da Geórgia, percorrendo todo o trajeto utilizando os mapas elaborados pelo seu bisavô, John (Rziha) Laube de Laubenfels, engenheiro topográfico chefe de uma das colunas de Sherman.
De Laubenfels aderiu à Associação Americana de Geógrafos (American Association of Geographers) em 1949 e esteve envolvido nos trabalhos da estrutura regional daquela associação que incluía o Estado de New York, apresentando comunicações em reuniões regionais, incluindo as importantes comunicações intituladas Plant Geography Versus Vegetation Geography (1962) e The Variations of Vegetation from Place to Place (1968). Foi também membro da Sociedade Americana de Coníferas (American Conifer Society) e da Sociedade Britânica de Coníferas (British Conifer Society). O seu interesse pela natureza reflectia-se também a nível local pois foi membro de longa data da secção Onondaga do Adirondack Mountain Club.
David de Laubenfels deixou importantes contribuições para a biogeografia, distinguindo-se pelos seus conhecimentos sem paralelo sobre as coníferas tropicais. Teve uma carreira notável, com publicações académicas que se estendem desde 1950 até 2015, altura em que completou 90 anos de idade. Entre as suas muitas publicações em biogeografia, contam-se os livros A Geography of Plants and Animals (1970) e Mapping the World's Vegetation: Regionalization of Formations and Flora (1975), obras marcantes da biogeografia.
Faleceu em 6 de fevereiro de 2016.

## Pubicações
Entre muitas outras, é autor das seguintes publicações:
Botânica e fitogeografia
- de Laubenfels, DJ. 1953. The External Morphology of Coniferous Leaves. In: Phytomorphology, 3, pp. 1–20.
- ------. 1959. Parasitic Conifer Found in New Caledonia. In: Science, 130, p. 97.
- ------. 1962. The Primitiveness of Polycotyledony Considered with Special Reference to the Cotyledonary Condition in Podocarpaceae. En: Phytomorphology. 12, pp. 196–300
- ------. 1969. A revision of the Malesian and Pacific rainforest conifers, I. Podocarpaceae in parts. In: J. of the Arnold Arboretum. 50: 274–314
- ------. 1970. A Geography of Plants and Animals. Ed. W C Brown Co, 133 pp. ISBN 0-697-05154-4
- ------. 1970. The Vegetation Formations of Latin America. In: Revista Geog. 72: 96–138
- Carlson, DS; GJ Armelagos; DJ de Laubenfels. 1971. Problems in Racial Geography. Ann.Ass.Am.Geog. 61 (3) (sep 1971): 630-633
- de Laubenfels, DJ. 1972. Gymnospermes, Flore de la Nouvelle-Calédonie et Dépendances
- ------. 1975. Mapping the World's Vegetation: Regionalization of Formations and Flora, xvii + 246 pp.; Syracuse Univ. Press. NY. ISBN 0-8156-2172-8
- ------. 1978. The Taxonomy of Philippine Coniferae and Taxaceae. In: Kalikasan. 7: 117–152
- ------. 1982. Podocarpaceae. In: Flora de Venezuela 11: 7–41
- ------. 1985. A Taxonomic Revision of the Genus Podocarpus. In: Blumea 30: 251–279
- ------. 1988. Coniferales. Flora Malesiana
- ------; F Adema. 1998. A taxonomic revision of the genera Cycas and Epicycas Gen. Nov. (Cycadaceae). Blumea 43: 351-400
- ------. A New Species of Podocarpus from the Maquis of New Caledonia, New Zealand Journal of Botany 41 (2003) 715-718
- ------. 2003. A New Species of Podocarpus from the Maquis of New Caledonia. In: New Zealand J. of Botany. 41: 715–718
- ------. 2004. Podocarpaceae in Flora of the Venezuelan Guayana. Mo.Bot.Gard. Press 8, 297-300
- ------. 2006. Dicots & Polycots. Conif.Quart. 23, 28-29

Geografia e outros temas
- Where Sherman Passed By. Geog. Rev. 47. [S.l.: s.n.] 1957. pp. 381–395
- A Geography of Plants and Animals. [S.l.: s.n.] 1970
- Ethnic Geography of the Neolithic. Mankind Quarterly. 22. [S.l.: s.n.] 1981. pp. 119–143
- The Upper Palaeolithic Revolution. Mankind Quarterly. 23. [S.l.: s.n.] 1983. pp. 329–356
- A Rift Relationship for Earthquakes in Eastern North America. Geog. Rev. 77. [S.l.: s.n.] 1987. pp. 196–208
- It’s Hard to Believe in Infinity. [S.l.: s.n.] 1992

## Homenagens
Os seguintes táxons tomaram o seu nome como epónimo:
- (Araucariaceae) Araucaria laubenfelsii Corbasson 1968[12] — vulgarmente conhecida como «araucária de Laubenfels», é nativa do sul da Nova Caledónia.
- (Podocarpaceae) Podocarpus laubenfelsii S.K.K.Tiong[13]
- (Podocarpaceae) Laubenfelsia A.V.Bobrov & Melikyan[14]